# Klaviersonate Nr. 13 (Mozart)

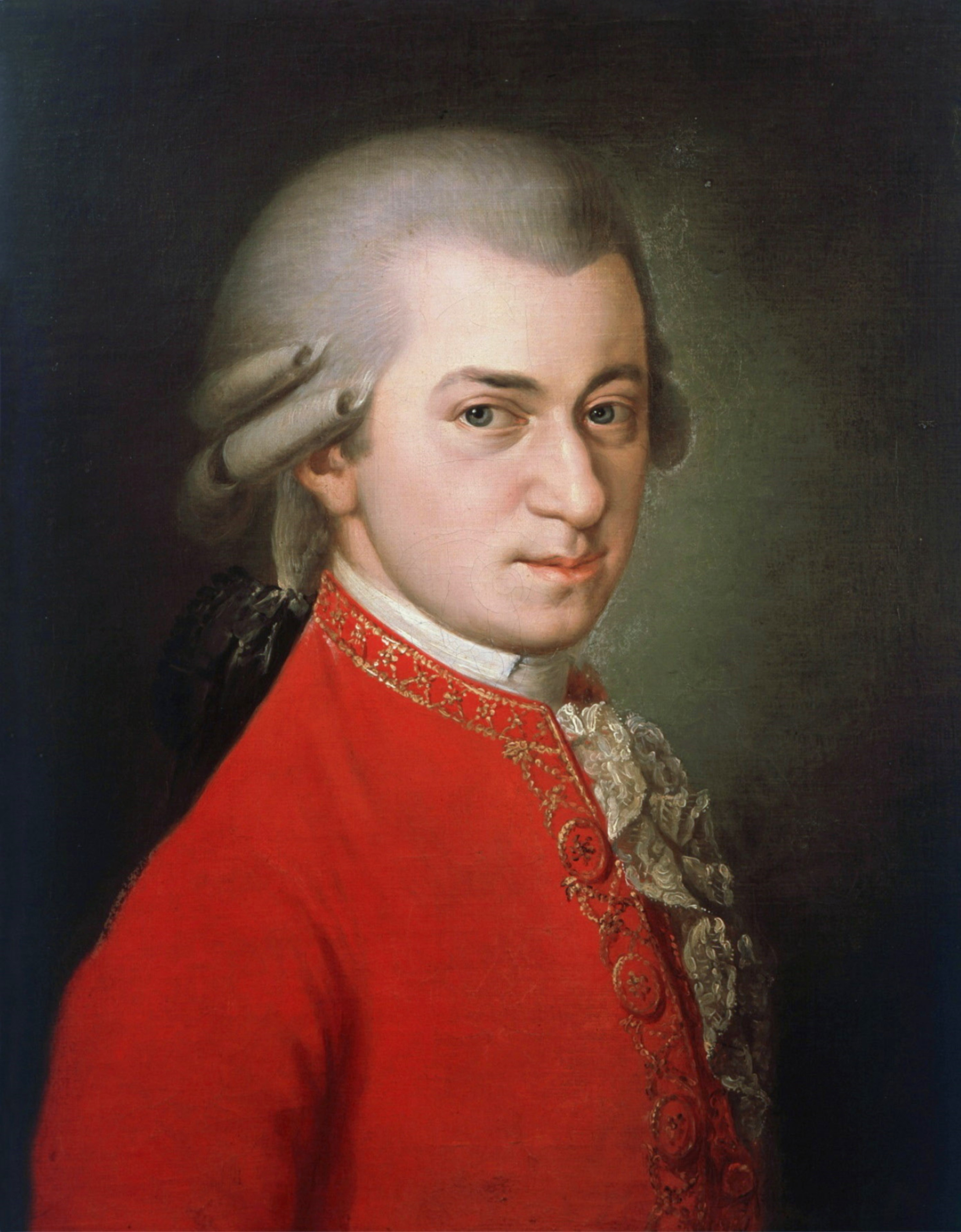
Wolfgang Amadeus Mozart (posthumes Porträt von Barbara Krafft)

Die Klaviersonate in B-Dur, KV 333 (315c), von Wolfgang Amadeus Mozart wurde Ende des Jahres 1783 in Linz komponiert.
Es gilt mittlerweile als erwiesen, dass diese Sonate mit der Klaviersonate Nr. 6 KV 284 und Violinsonate Nr. 32 KV 454 durch Christoph Torricella am 21. April 1784 in Wien verlegt wurde. Jedoch benutzte Mozart nicht das Papier, welches er generell in Wien verwendete. Daher deutet der Musikwissenschaftler Alan Tyson die Entstehungszeit des Stückes auf das Jahr 1783, als Mozart auf dem Weg von Salzburg nach Wien in Linz einen längeren Zwischenstopp einlegte. Das passt aus seiner Sicht mit der gleichzeitig komponierten Linzer Sinfonie von Mozart zusammen, da beide Stücke ähnliche stilistische Kriterien aufweisen.
Die durchschnittliche Aufführungsdauer der Sonate beträgt etwa 23 Minuten.

## Sätze

### 1. Satz: Allegro
Der Kopfsatz dieser durchweg lyrischen und kantablen Sonate ist auftaktig: Das Hauptthema besteht aus einem viertaktigen Vordersatz und einem sechstaktigen Nachsatz. Sofort wird das Thema wiederholt, wobei der Nachsatz so verändert wurde, dass der mit dem Übergang verschmilzt und so die Modulation verkürzt. Anschließend folgt das Seitenthema, welches achttaktig ist, sofort wiederholt wird und in Takt 23 beginnt. Es folgt eine Schlussgruppe, bestehend aus Skalen mit einer klaren Quintfallsequenz in den Takten 143–146 und die Motive werden über g-Moll und D-Dur verändert. Nach 30 Takten kommt die Reprise, vollkommen in der Tonika an.

### 2. Satz: Andante cantabile
Der zweite Satz weist gewisse Züge einer Sonatenhauptsatzform auf: In den ersten acht Takten erscheint das erste Thema, sofort im selben Takt noch das zweite Thema in der Dominanten. Anschließend folgt eine Schlussgruppe mit Übergang in die Exposition oder in die Durchführung. Im Mittelteil werden die Motive in f-Moll verändert. Anschließend folgt der A'-Teil (die sogenannte Reprise). Die Teile B und A' müssen durch die Voltastriche wiederholt werden.

### 3. Satz: Allegretto grazioso
Der dritte Satz weist gewisse Züge eines Sonatenrondos auf und entspricht dem Schema A–B–A–C–A–D–E–A. Der Themenkopf des Couplets beginnt mit Vierteln, der Nachsatz besteht aus Achteln. Dieses viertaktige Thema wird wiederholt und ist die erste Themengruppe, welche im nächsten Takt verändert wird. Die Takte 171 bis 198 gestaltete Mozart in Form einer Kadenz und setzt dabei in den Takten 189–193 erneut eine Quintfallsequenz.